# Lengau Serpang
Lengau Serpang is een bestuurslaag in het regentschap Deli Serdang van de provincie Noord-Sumatra, Indonesië. Lengau Serpang telt 4445 inwoners (volkstelling 2010).